# 阿什坎·德贾加
赛义德·阿殊汗·迪查加（波斯語：سید اشكان دژآگه；1986年7月5日—）出生於伊朗德黑兰，兩歲時舉家遷徙到德國定居，是一名擁有德國及伊朗雙重國籍的足球運動員，司職翼鋒。目前效力於伊朗職球隊胡齐斯坦钢铁。

## 生平

### 球會
德賈加於2004/05年球季開展其職業足球事業，代表哈化柏林在主場2-2打和波琴的比賽最後5分鐘後補處子登場，這是迪查加該季唯一的一場比賽，但足以打破球隊自1892年成立後最年青出場球員的紀錄。在效力哈化柏林的三年中，迪查加亦有為業餘的二隊出戰地區聯賽，在2005/06年球季更成為二隊的神射手，在23場比賽射入12球。
哈化柏林的主教練法尔科·格茨對這名年青球員日漸看重，讓他得到更多德甲的出場時間，更在2005/06年球季派遣迪查加在三場欧洲联盟杯及在翌季的圖圖盃對FC莫斯科的比賽上場。迪查加在2007年轉投禾夫斯堡，簽約效力至2010年。
2009年2月德賈加被發現患有甲型肝炎，被送往漢堡地區一家醫院接受治療，按公共健康部門建議，沃爾夫斯堡的球員、教練和相關職員也需接種相關的疫苗。
2012年8月31日，英超球會富勒姆從德甲禾夫斯堡簽入迪查加轉會費金額沒有公佈，合約為期三年另球會有選擇權延長一年。

### 國家隊
於2004年在代表德國U17比賽後，迪查加獲召加入德國U19，在15場國際賽中共射入7球，包括對荷蘭在球隊落後2-0時射入兩球。2005年迪查加獲邀為德國U21比賽，更獲分派穿著10號球衣。
2014年巴西世界杯，迪查加代表伊朗上陣。

## 拒賽以色列
2009年歐洲U-21足球錦標賽外圍賽德國與以色列同被編入第9組，於2007年10月12日德國作客特拉维夫，迪查加賽前以「私人原因」拒絕隨隊出征以色列，並說：『每個人也知道我是半個伊朗人。』。 由於迪查加一名兄長正效力伊朗的球隊，而伊朗政府拒絕承認以色列的存在及嚴禁國民踏足以色列，《明镜周刊》聲稱迪查加因恐怕家庭遭受制裁而拒絕征戰。德國猶太人組織的發言人稱迪查加的行為是「恥辱」，但德國足協及迪查加效力的狼堡
則尊重他的決定。在此以前拜仁慕尼黑於歐聯對特拉维夫馬卡比（Maccabi Tel Aviv）的兩場比賽時，其伊朗籍前鋒因「傷」而避免法律的麻煩。
同時在德國的「犹太人理事会」（Central Council of Jews）會長克诺布洛赫女士（Charlotte Knobloch）及「基督教民主聯盟」（Christian Democratic Union）總書記罗纳尔德·泊菲拉（Ronald Pofalla）要求將迪查加踢出德國國家隊的行列。

## 小資料
- 迪查加右手手腕共有兩個紋身，分別是其波斯文姓氏及其出生地德黑蘭市。
- 迪查加的長兄阿达希尔（Ardeshir Dejagah）現時效力伊超球隊培康（Paykan F.C.）。

## 榮譽
禾夫斯堡
- 2008-2009賽季
  - 德國甲組聯賽冠軍

## 外部連結
- 富咸官網球員簡介
- 禾夫斯堡官網球員簡介